# Філонов Степан Станіславович
Степан Станіславович Філонов (рос. Степан Станиславович Филонов; 23 серпня 1988, м. Магнітогорськ, СРСР) — російський хокеїст, нападник. Виступає за «Мечел» (Челябінськ) у Вищій хокейній лізі.
Вихованець хокейної школи «Металург» (Магнітогорськ). Виступав за «Кристал-Югра» (Бєлоярський), «Сталеві Лиси» (Магнітогорськ), «Іжсталь» (Іжевськ), «Сариарка» (Караганда).